# Катюжанка
Катюжа́нка — село у Вишгородському районі Київської області. Входить до складу Димерської селищної громади. 
Розташоване над річкою Здвиж. На схід від села розташована ботанічна пам'ятка природи «Катюжанський дуб».

## Історія
Засноване вихідцями з сусіднього Димера. Назва походить від прізвища Катюга — перший поселенець села.
Метричні книги, клірові відомості, сповідні розписи церкви святого Михаїла села Катюжанка (приписні село Феневичі з церквою Олександра Невського, села Катюжанська Гута, Димерська Рудня, Абрамівка, хутори Гудки, Недічів) Димерської волості Київського повіту Київської губернії зберігаються в Центральному державному історичному архіві України.

## Населення

### Мова
Розподіл населення за рідною мовою за даними перепису 2001 року:
| Мова                | Кількість | %     |
| ------------------- | --------- | ----- |
| українська          | 4113      | 96.89 |
| російська           | 116       | 2.73  |
| білоруська          | 9         | 0.21  |
| вірменська          | 9         | 0.21  |
| інші/не визначилися | 5         | 0.12  |
| Усього              | 4245      | 100   |

## Відомі уродженці та пов'язані
- Тригуб Кирило Макарович (1879—1930-ті) — український письменик.
- Опанасенко-Сумська Ганна Іванівна (1933—2022) — українська акторка, заслужена артистка УРСР.
- Сумська Наталія В'ячеславівна (нар. 1956) — акторка та телеведуча, Народна артистка України, лауреат Шевченківської премії (2008).
- Габорак Олег Васильович (1997—2015) — солдат Збройних сил України, учасник російсько-української війни.
- Орлов Олег Євгенович (1973—2016) — солдат Збройних сил України, учасник російсько-української війни.

## Галерея

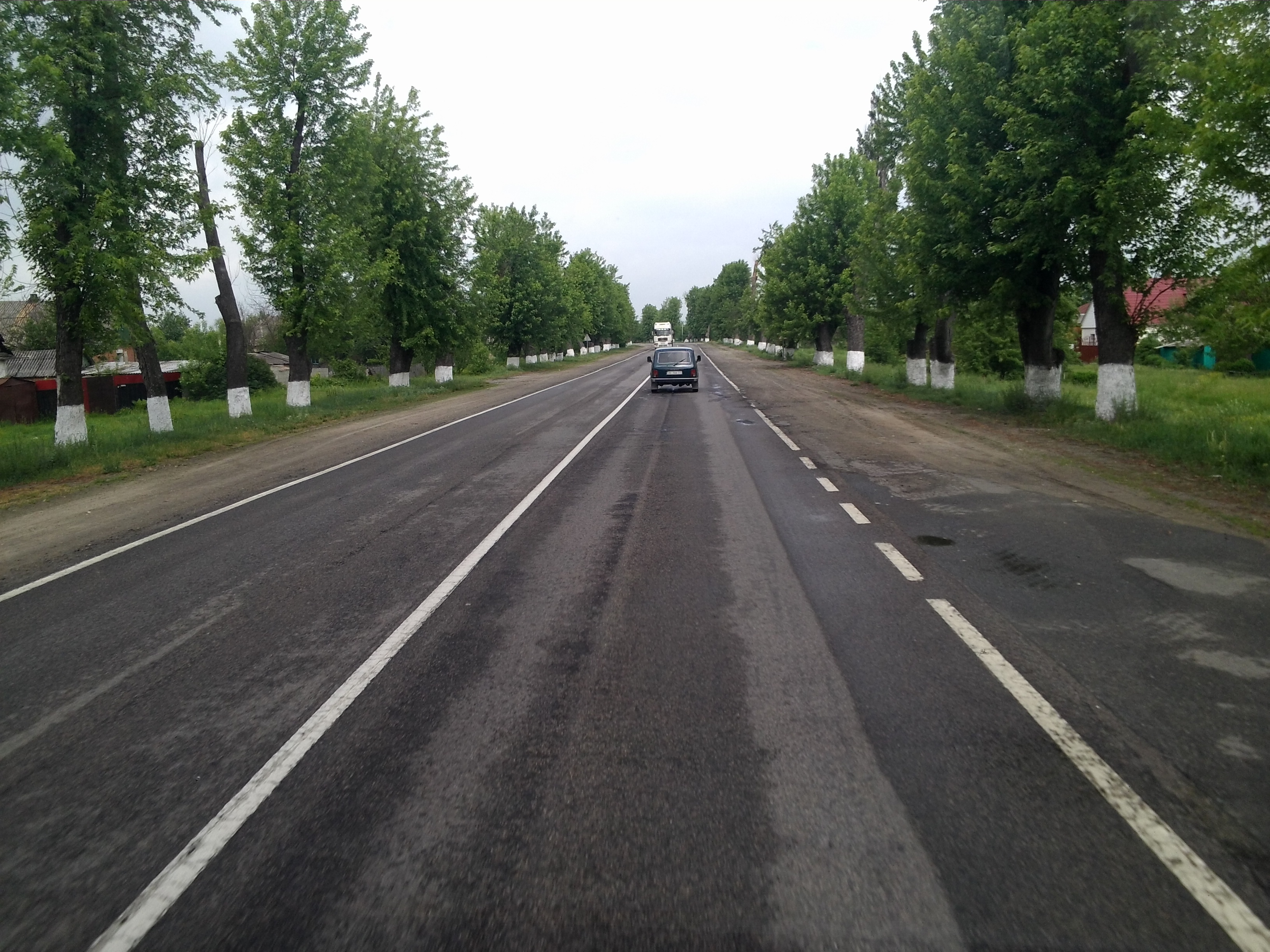
Автодорога, що проходить через село
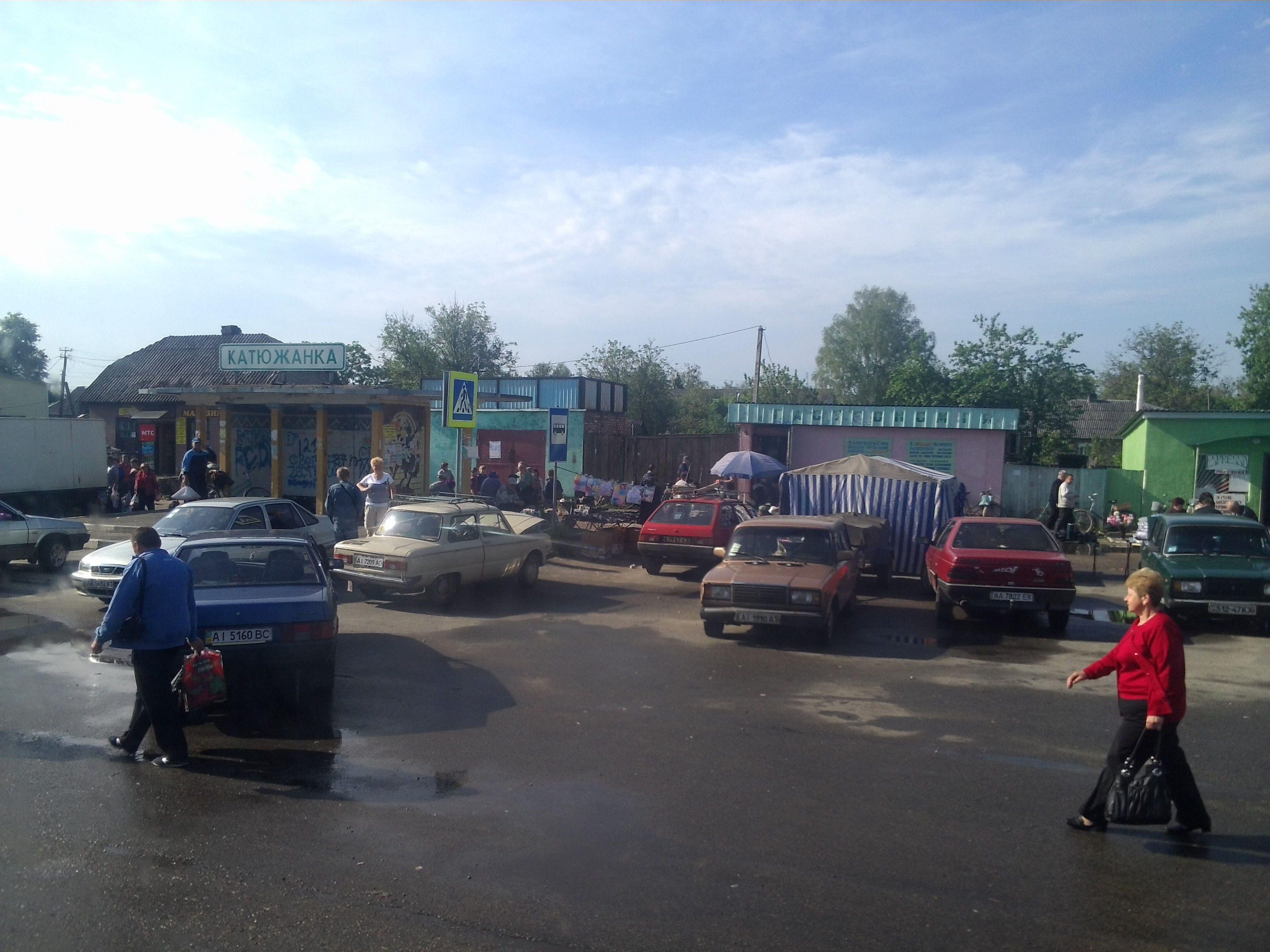
У центрі села
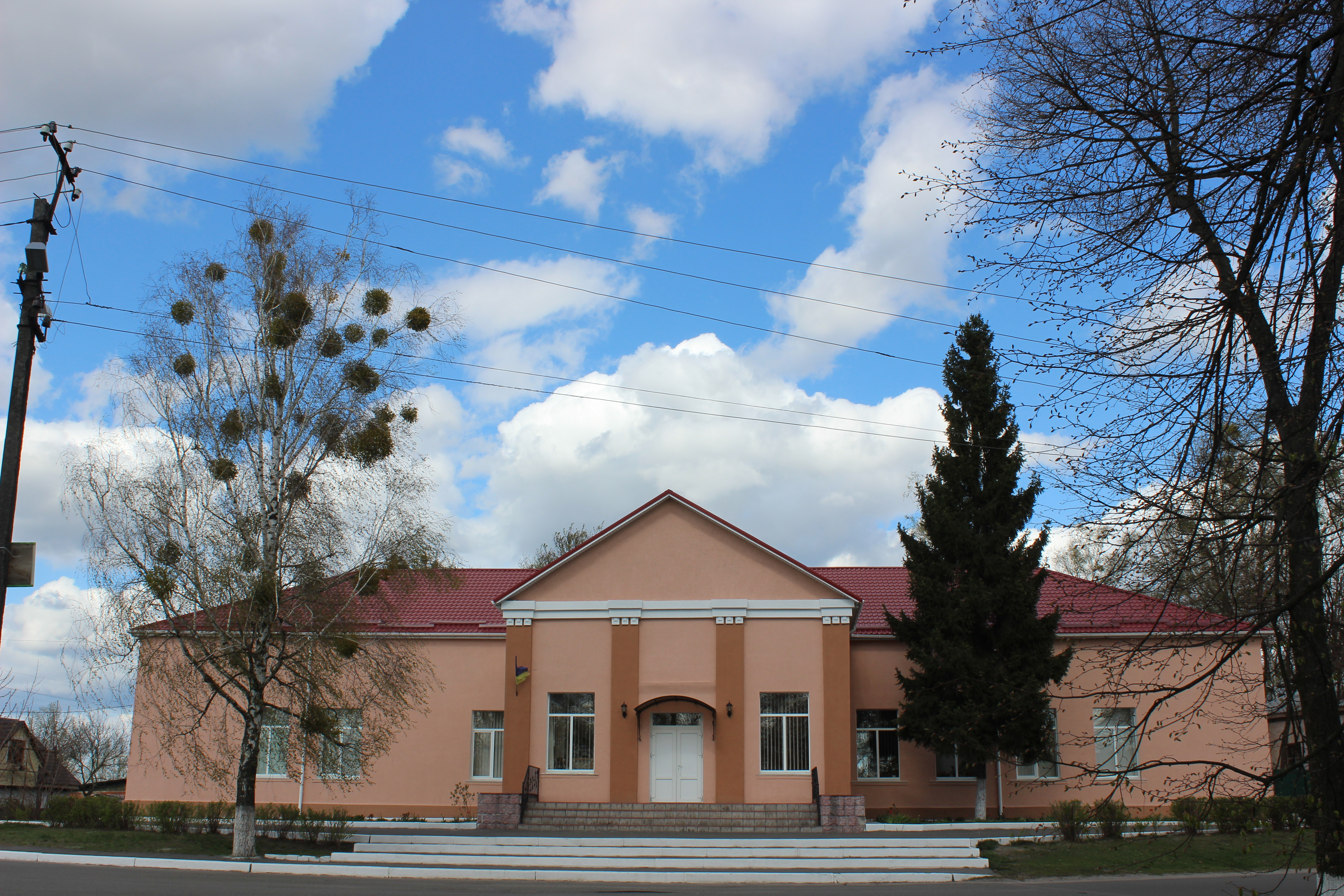
Клуб на розі вулиць Шевченка та Білої
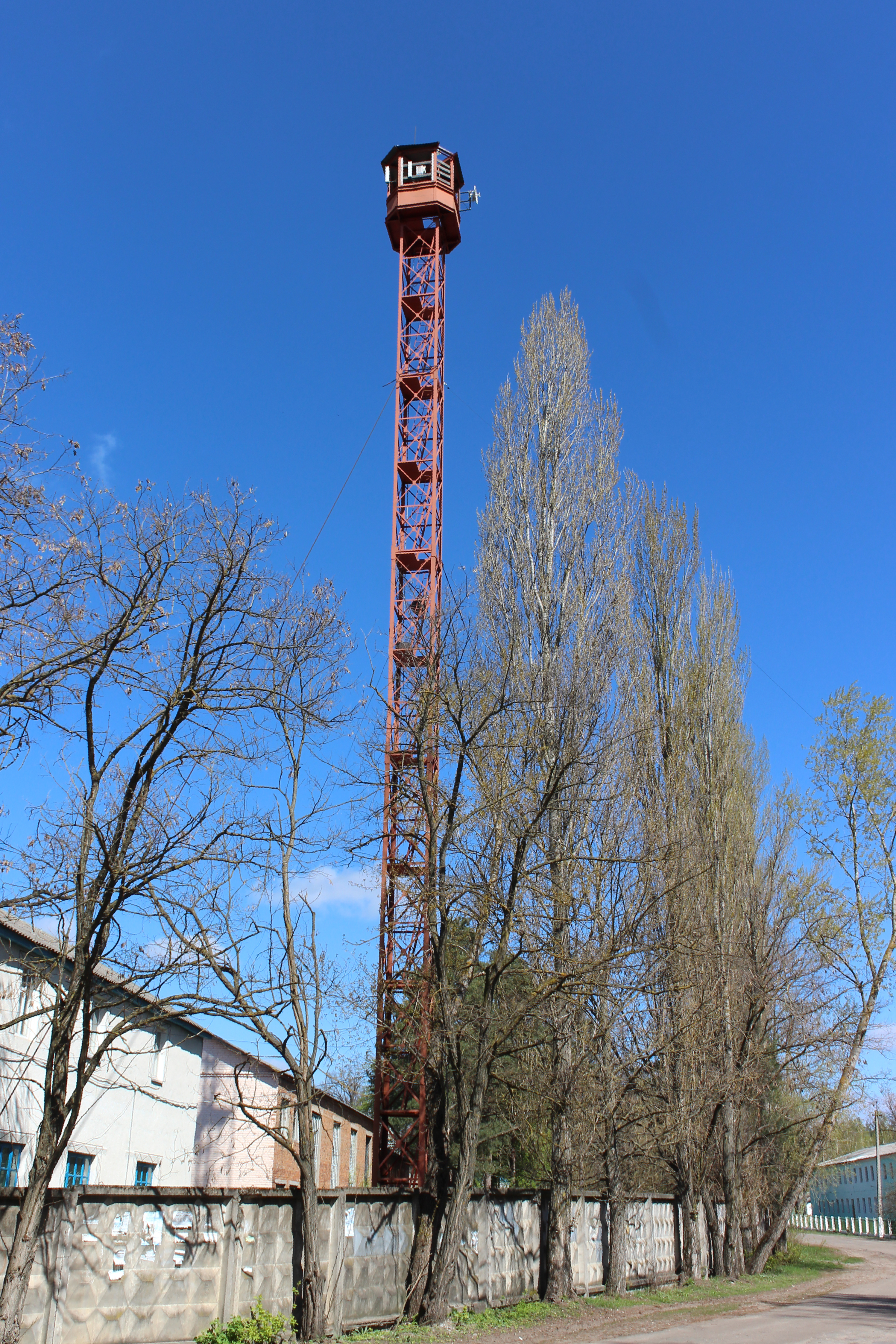
Каланча лісозаводу
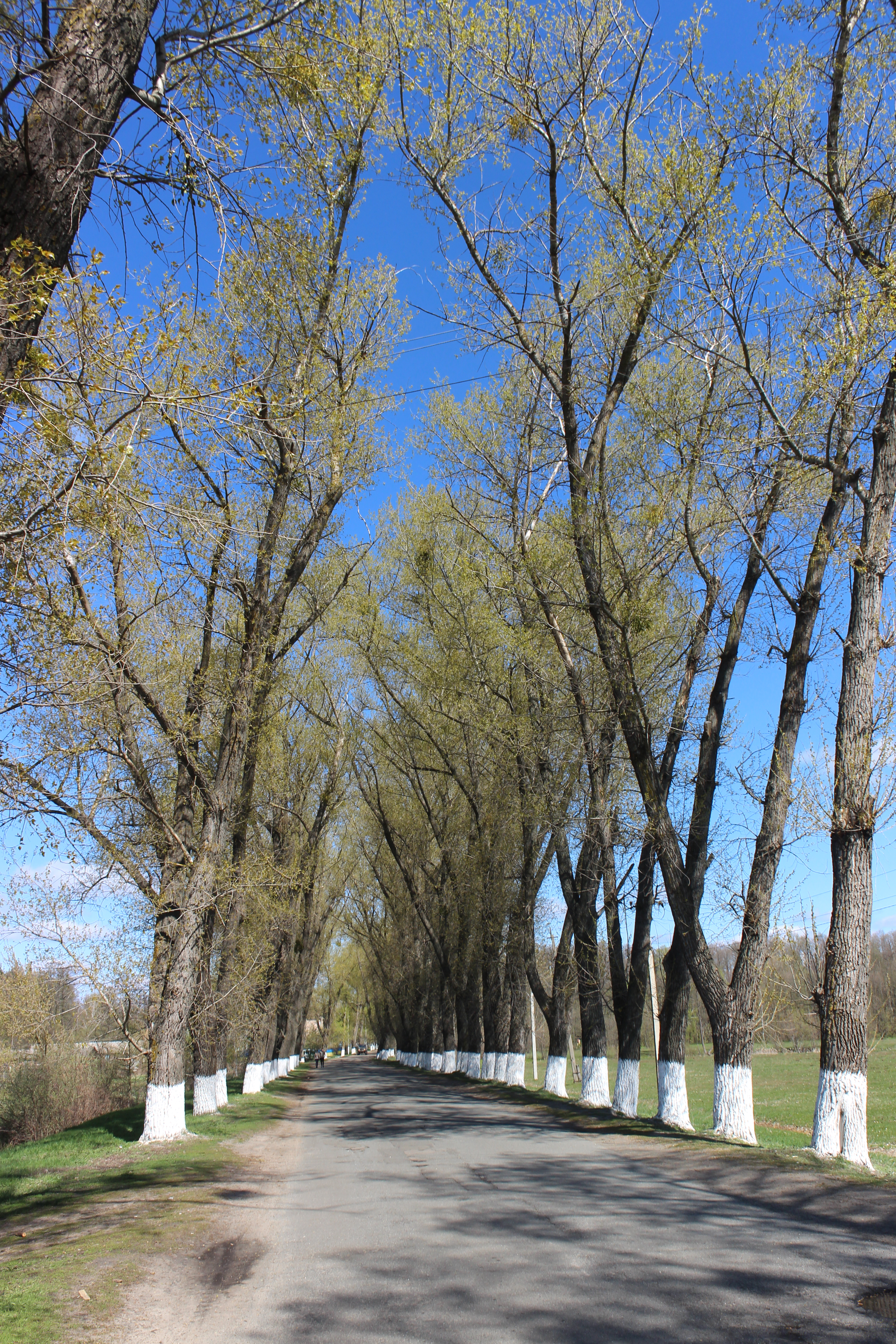
Дамба через приток Здвижа
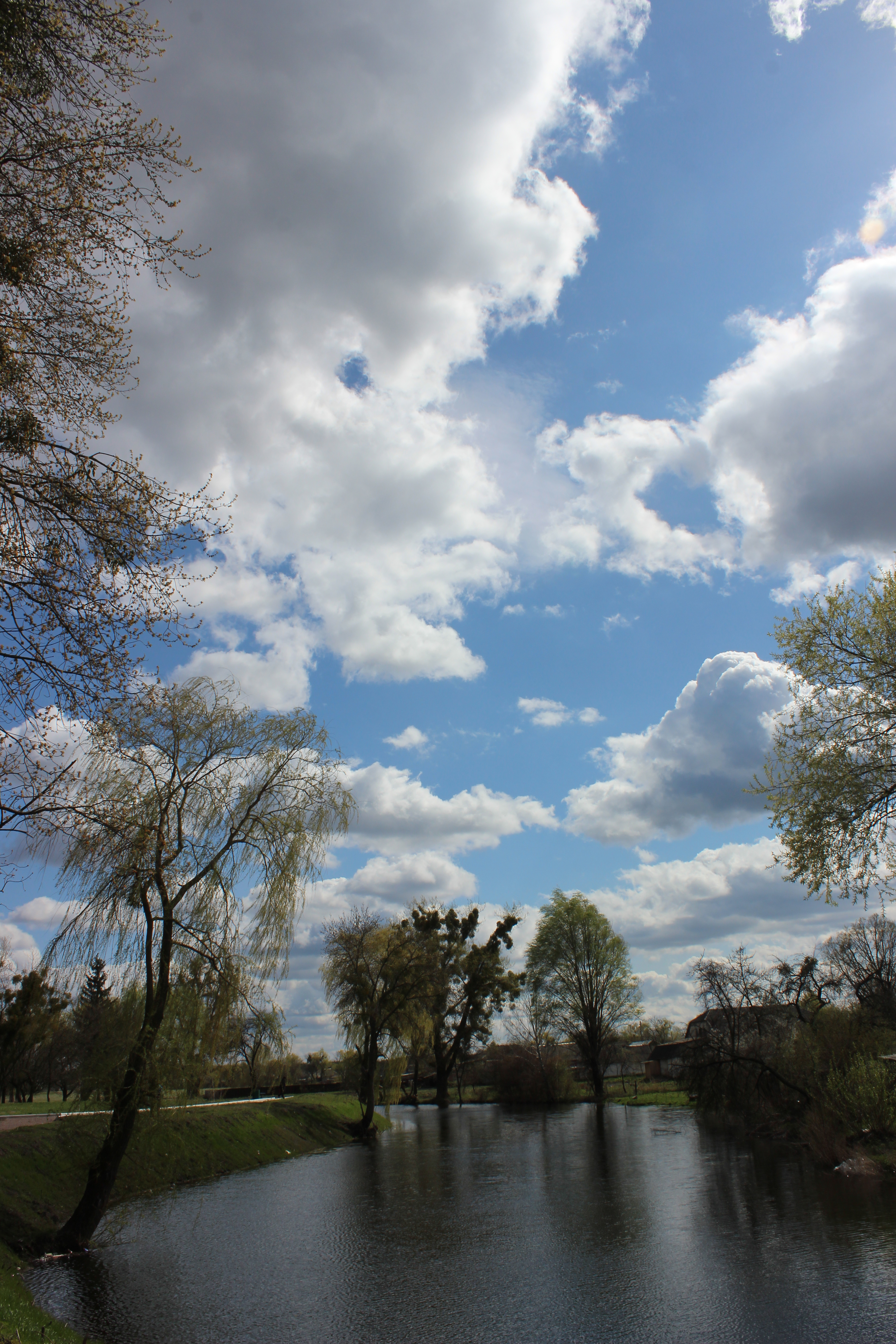
Зона відпочинку
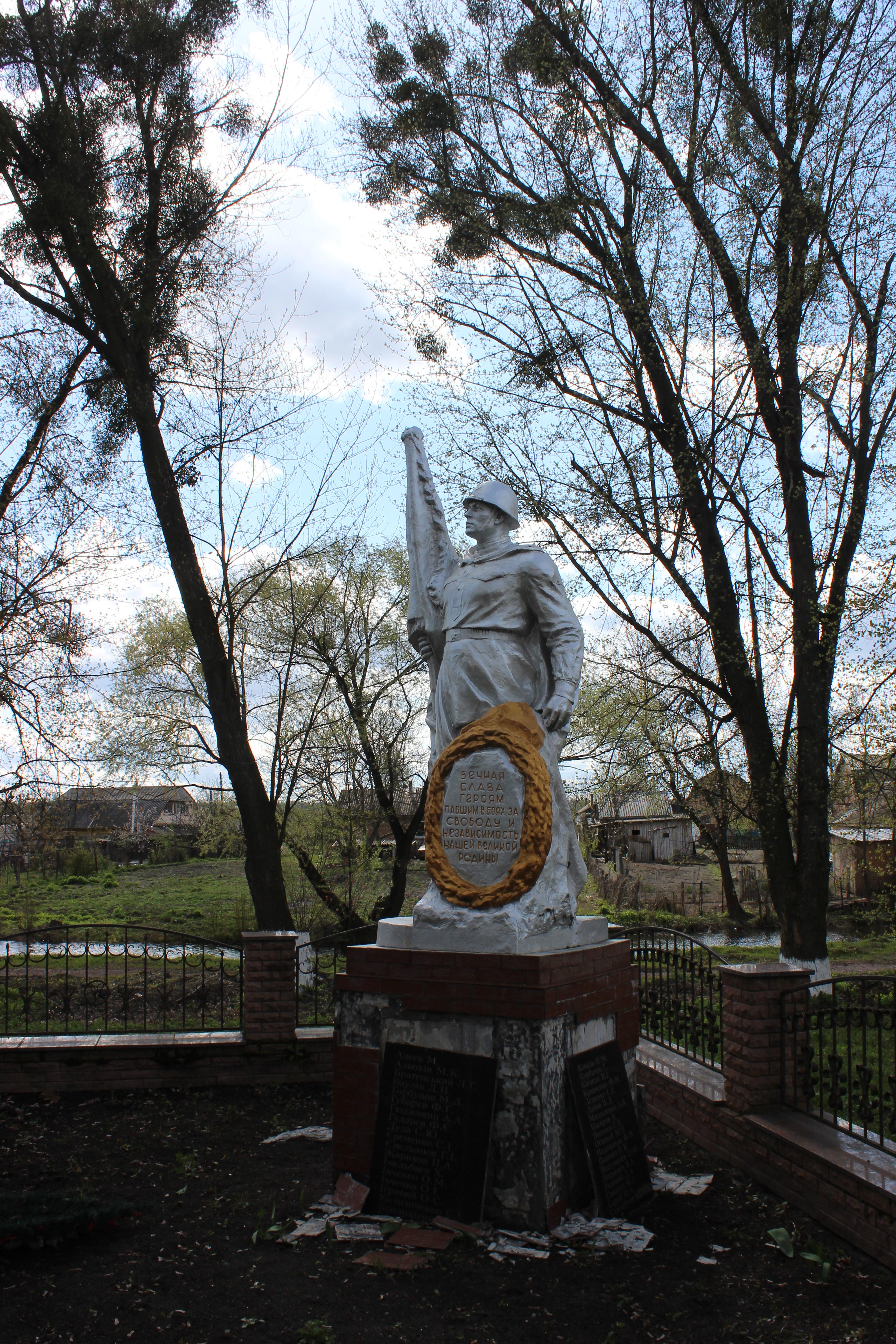
Братська могила радянських воїнів
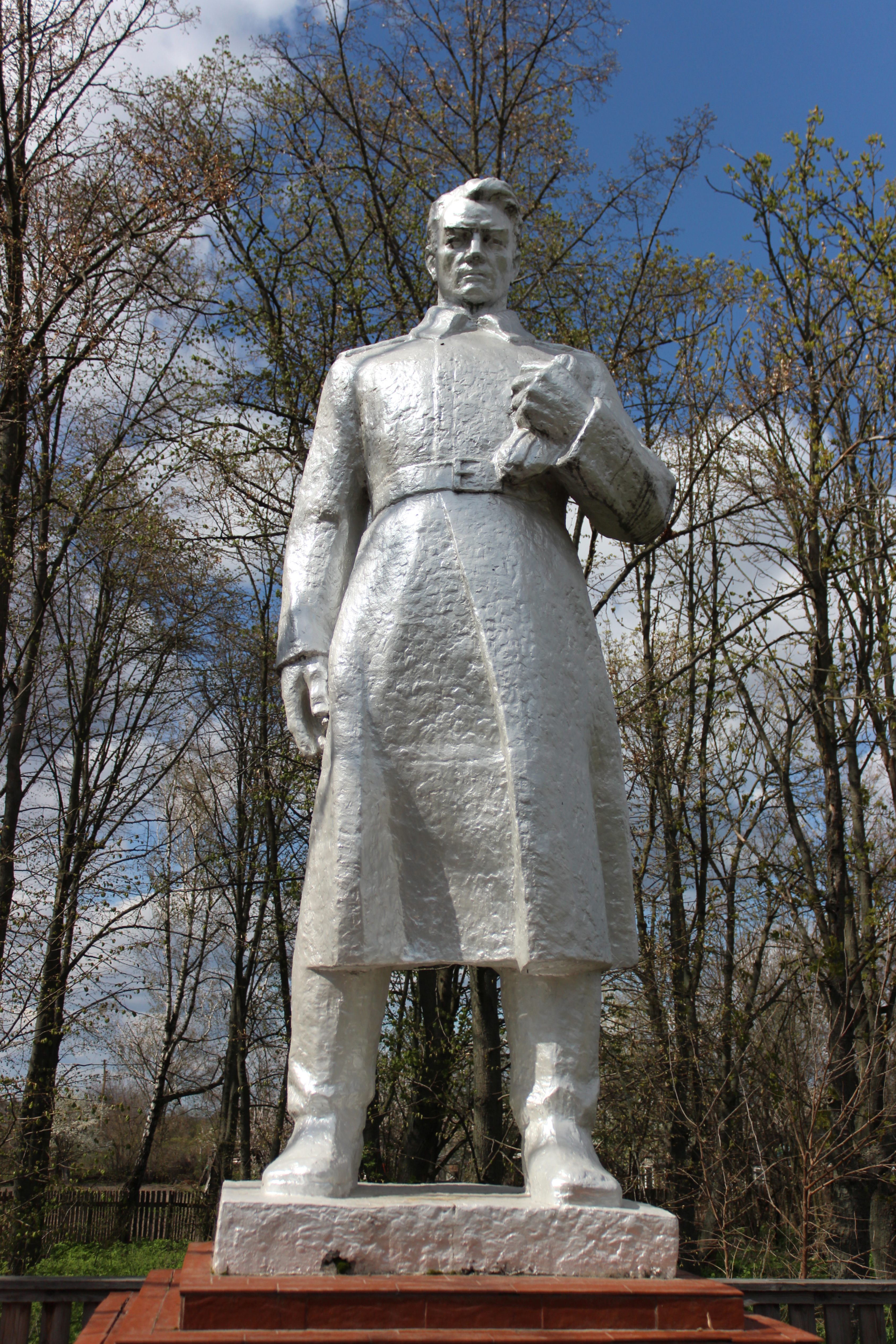
Пам'ятник воїнам-односельцям
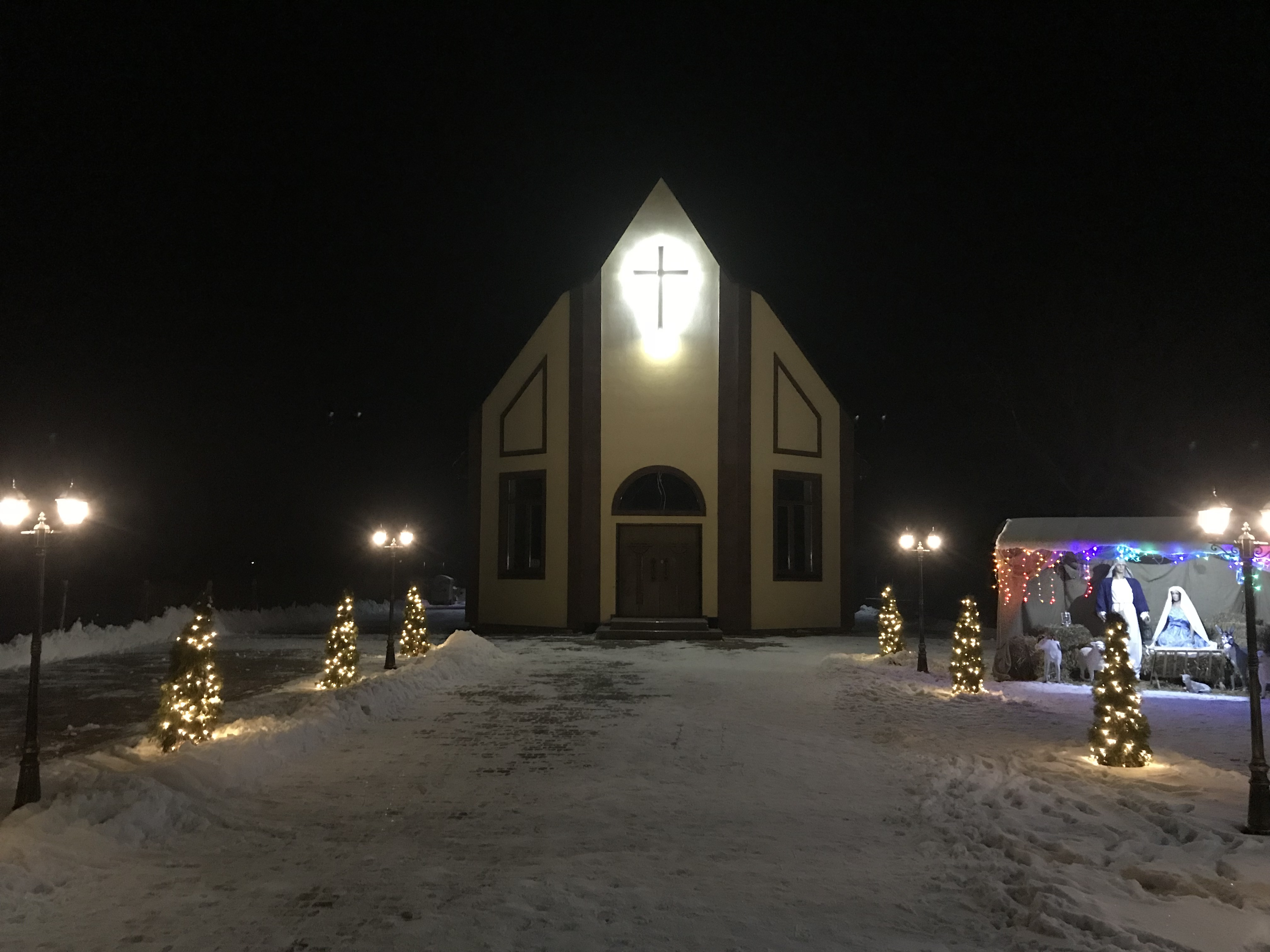
Церква